# Òxid d'arsènic(III)
El triòxid de diarsènic, de fórmula As₂O₃, és un component important en la indústria i és precursor de molts altres compostos d'arsènic.